# Anglo-Belgian India Rubber Company

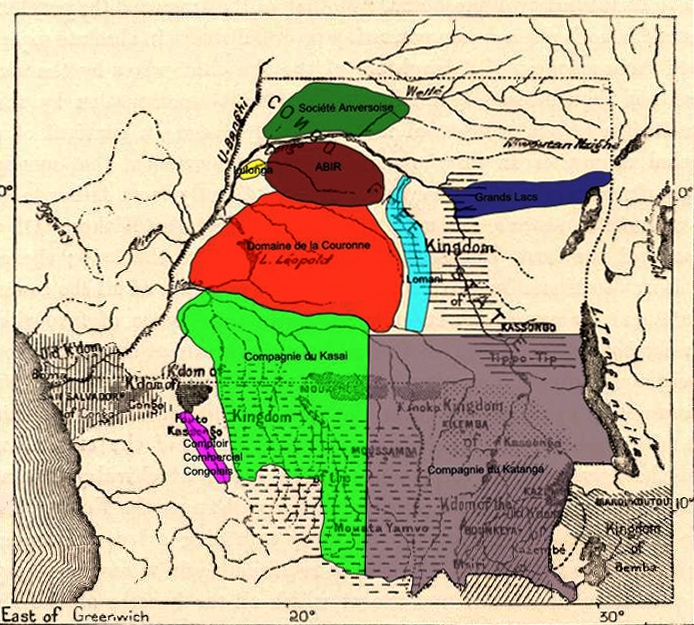
Carte des concessions de l’État indépendant du Congo, la concession de l’ABIR est indiqué en rouge brun.

L’Anglo-Belgian India Rubber Company (ABIR), anciennement appelée Anglo-Belgian India Rubber and Exploration company, est une compagnie productrice de caoutchouc dans l’État indépendant du Congo, propriété du roi de la Belgique Léopold II, à l'image de la Société anversoise de commerce au Congo, une des autres sociétés commerciales du roi. La compagnie est fondée avec des capitaux britanniques et belges, et est basée en Belgique. Après 1898, il n’y a plus de capitaux britanniques dans la compagnie et celle-ci est rebaptisée ABIR Congo Company. Son siège est déplacé dans l’État indépendant du Congo.

## Histoire
En 1892, la compagnie obtient une grande concession de 8 millions d’hectares du bassin de Maringa-Lopori dans le Nord de l’État pour 60 ans, dans le but d’exploiter l’ivoire, le caoutchouc, tout autres produits et gisements, et de percevoir le droit de taxe. L’accord qui la lie à l’État indépendant du Congo l’oblige à lui verser la moitié de ses profits. La taxe était perçue sous forme de caoutchouc, tiré de l'arbre à caoutchouc relativement rare. Le système de prélèvement était basé sur une série de comptoirs coloniaux le long de deux rivières principales dans la concession. Chaque poste était commandé par un agent européen et armé de soldats pour imposer les taxes et punir les rebelles.
L’ABIR a connu une période florissante durant les années 1890, en vendant le kilogramme de caoutchouc jusqu’à 10 fr alors qu’il ne lui coûtait que 1,35 fr à collecter et transporter. Cependant, le coût humain est assez important, car ceux qui ne pouvaient pas payer la taxe étaient emprisonnés, fouettés ou recevaient d’autres punitions corporelles.   
En 1903, il y avait 35 factoreries sur la propriété de l'ABIR, contrôlées par 2 275 gardes forestiers ou sentinelles. Cette même année, d'après le pamphlet de E. D. Morel publié en mars 1905 et intitulé Red Rubber, « l'Abir vendait à Anvers 812 525 kilos de caoutchouc sauvage de sa ferme d'esclaves africaine. Dans la même année, elle enregistrait 119 000 livres sterling de bénéfice net, et chaque actionnaire recevait un dividende de 48 livres par action valant 20 livres. L'État du Congo, avec ses 1 000 actions, encaissait ainsi 48 000 livres. Sur base de la production bimensuelle de trois kilos imposée par homme, il faut le labeur incessant, virtuellement chaque jour de l'année, de plus de 10 000 esclaves » pour obtenir ces 812 525 kilos (…) Sur base de mes documents on peut estimer que les 35 factoreries ont importé en 1903 155 308 cartouches de fusil Albini, 228 000 charges pour fusils à percussion, 329 158 capsules[pas clair], 1 787 fusils à percussion, 875 fusils Albini.   
L’ABIR n’ayant pas réussi à réduire ses abus ou à maintenir ses plantations de caoutchouc, les arbres à caoutchouc utilisés se font de plus en plus rares et la production commence à diminuer à partir de 1904.
Au début des années 1900, la famine et la maladie se répandent dans la concession, ce qui, selon certains, a exacerbé les abus de l’ABIR et réduit sa production. Plusieurs rébellions contre l’ABIR ont lieu durant cette période, ainsi que des vagues de migrations vers le Congo français ou au sud de la concession. L’ABIR utilisa ses soldats et la force pour rétablir l’ordre dans les zones rebelles.
Des rapports sur les opérations dans l’État indépendant du Congo ont été publiés, d'abord celui du consul britannique Roger Casement, puis d’autres commissionnés par l’État et Léopold II. Ces rapports décrivent des assassinats illégaux, des actes de torture et d’autres abus qui embarrassent l’ABIR et le roi Léopold II, les forçant à mettre en place certaines réformes. La première est la nomination de l’Américain Richard Mohun au poste de directeur de l’ABIR. Les exportations de caoutchouc continuent cependant à chuter, et les rébellions à augmenter, ce qui pousse l’État à prendre le contrôle de la concession en 1906. L’ABIR continue de percevoir une part des profits d’exportation de caoutchouc, et est refondée en 1911 comme compagnie gérant une plantation de caoutchouc.
En 1912, l’ABIR fusionne avec la Société anversoise de commerce au Congo pour devenir la Compagnie du Congo belge, diminue ses productions de caoutchouc et se concentre sur la production d’huile de palme.
La compagnie est active jusqu’en 1926.